# Reino Unido en los Juegos Paralímpicos de Örnsköldsvik 1976
El Reino Unido estuvo representado en los Juegos Paralímpicos de Örnsköldsvik 1976 por seis deportistas masculinos. El equipo paralímpico británico no obtuvo ninguna medalla en estos Juegos.